# 湯布院インターチェンジ

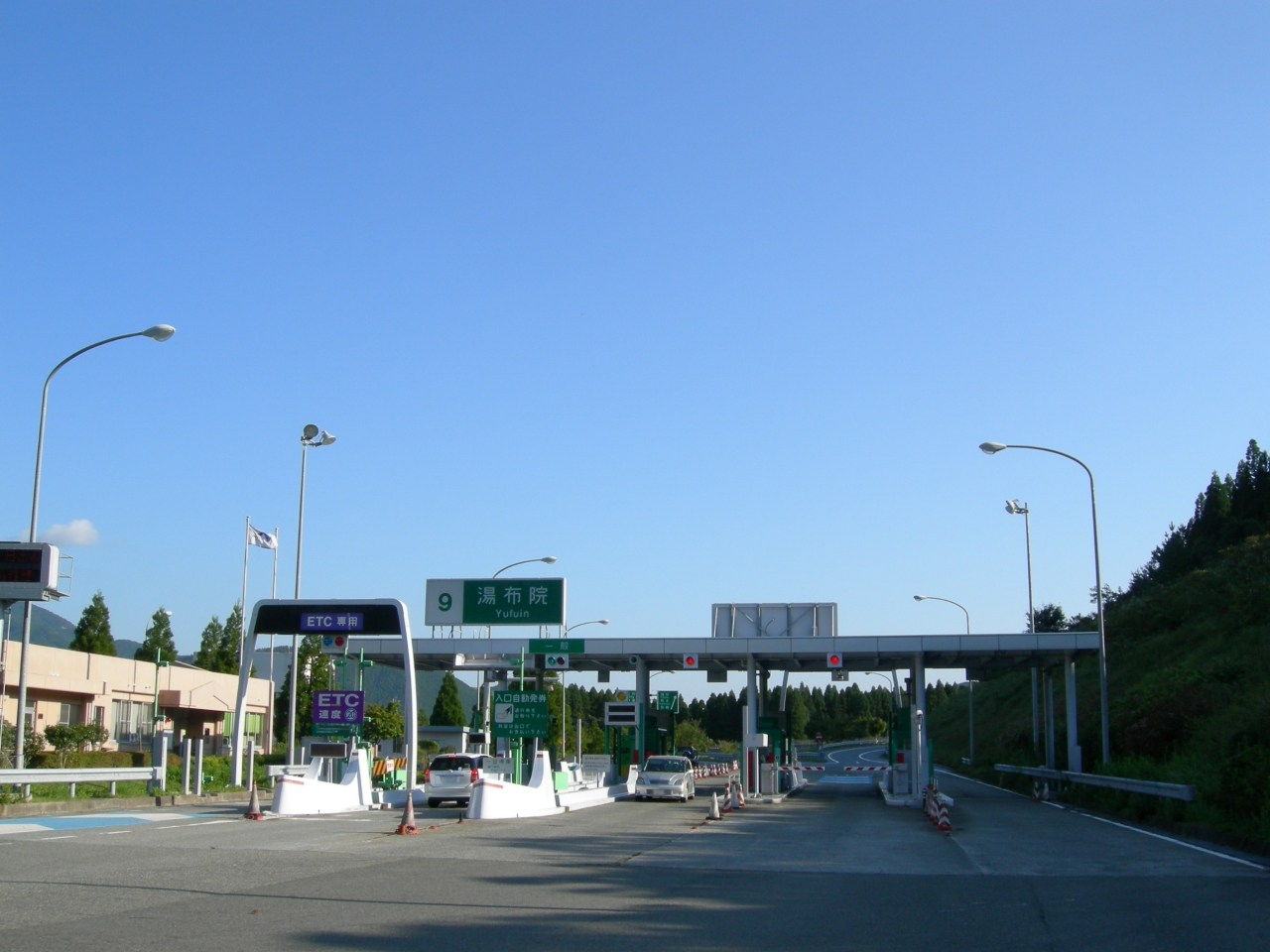
安全通路設置前（2006年）

湯布院インターチェンジ（ゆふいんインターチェンジ）は、大分県由布市湯布院町川北にある大分自動車道のインターチェンジである。
バス停留所を併設しており、国道210号を挟んで道の駅ゆふいんがある。

## 歴史
- 1989年（平成元年）7月20日 : 湯布院IC - 別府IC間開通にともない供用開始
- 1996年（平成8年）3月26日 : 玖珠IC - 湯布院IC間開通

## 接続する道路

### 直接接続
- 国道210号

### 間接接続
- 大分県道・熊本県道11号別府一の宮線（やまなみハイウェイ）

## 料金所
- ブース数：5

### 入口
- ブース数：2
  - ETC専用：1
  - ETC/一般：1

### 出口
- ブース数：3
  - ETC専用：1
  - 一般：2

### 冬用タイヤ規制・霧通行止め時の確認
大分自動車道での冬用タイヤ規制および霧通行止め時では入り口付近で「行き先確認」および「スタッドレスタイヤ装着確認」を行うことが多い。
また、なお、湯布院IC - 由布岳PA/SIC間は、ETC搭載車で長さ12 m以下の車両のみ、霧通行止め中でもETC車のみ走行することができる。そのため、霧通行止め時に由布岳SICに向かう場合は係員に「由布岳スマートIC」に向かうことを伝え、ETCを搭載していることが確認できれば日出JCT方面への流入ランプに誘導される。
同様の確認は出口料金所前においても、下り線走行中の車両で由布岳SICに向かう場合の確認が実施される（そのため、車両は一度全車両流出を行う）。

## 湯布院バスストップ
湯布院バスストップ（ゆふいんバスストップ）は、湯布院インターチェンジに併設されたバス停留所である。バス事業者間では、湯布院インター（ゆふいんインター）という名称が使われており、一般的にはこの通称名で呼ばれている。国道210号に面した場所にあり、当停留所停車時はいったん料金所を出る。途中の経由地として由布院を経由する「サンライト号」のみがこの停留所に停車し、福岡と由布院駅を結ぶ「ゆふいん号」は湯布院インターには停車せず、隣接する道の駅ゆふいんに停車する。

### 停車する系統および隣接停留所
| 路線愛称     | 運行会社                                  | 方面・経路 |
| ------------ | ----------------------------------------- | --- |
| サンライト号 | 長崎県交通局 長崎自動車 大分交通 大分バス | 大分方面：別府（鉄輪・北浜） → 大分（トキハ前・大分新川） 長崎方面：高速甘木 → 大村IC → 諫早IC → 長崎（昭和町・長崎駅前） |

### のりかえ
- 亀の井バス「道の駅ゆふいん」バス停（約100 m）

## 周辺
- 由布院温泉
- 湯平温泉
- 城島高原パーク
- 九州自然動物公園
- 由布岳

## 隣
E34 大分自動車道
(8) 九重IC/BS - 水分PA - (9) 湯布院IC/BS - 由布岳SIC/PA/BS - (10) 日出JCT